# Liudgerikirche (Hesel)

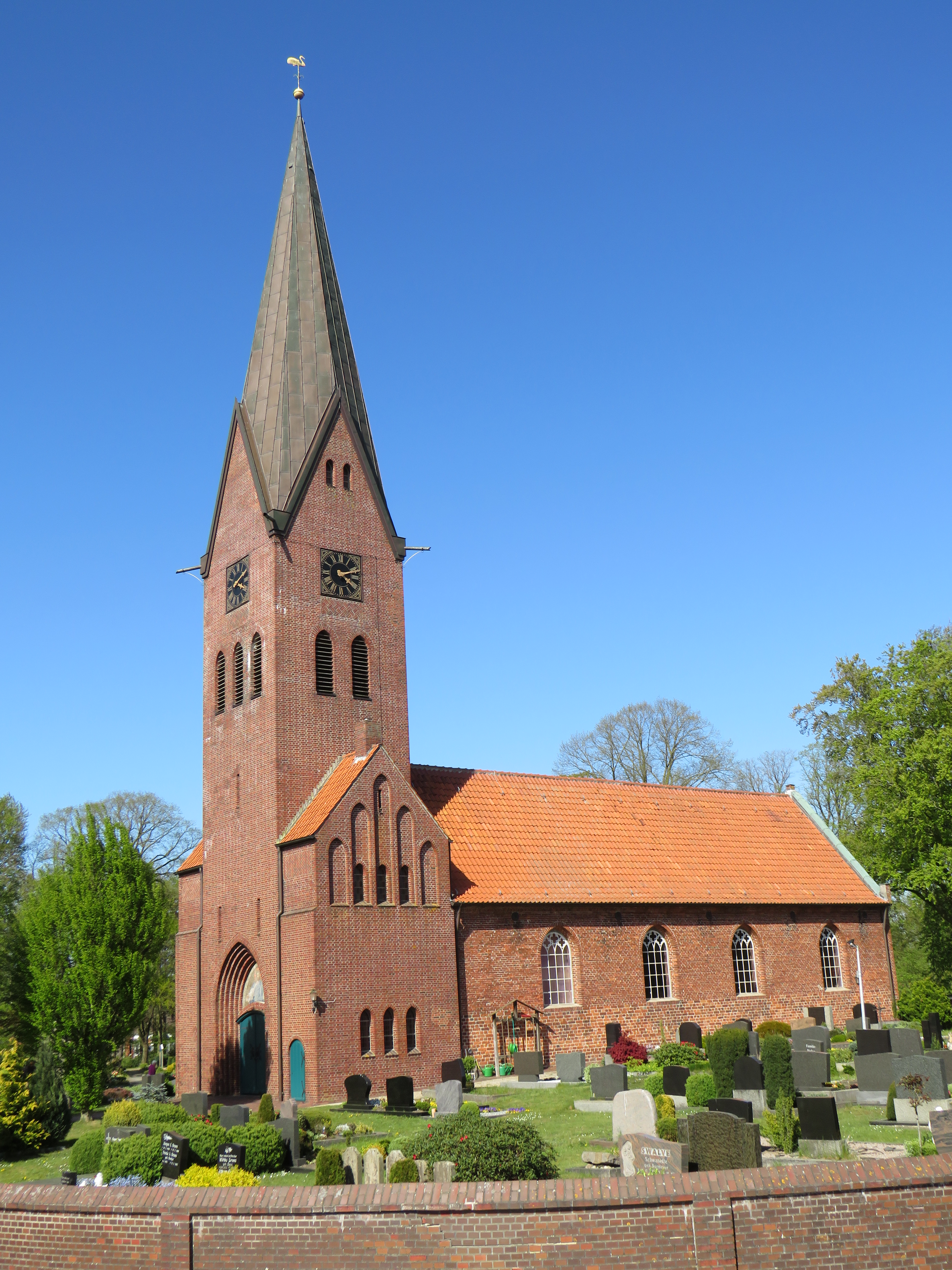
Liudgerikirche in Hesel

Die evangelisch-lutherische Liudgerikirche in Hesel, Landkreis Leer (Ostfriesland), wurde 1742 als barocke Saalkirche erbaut.

## Geschichte

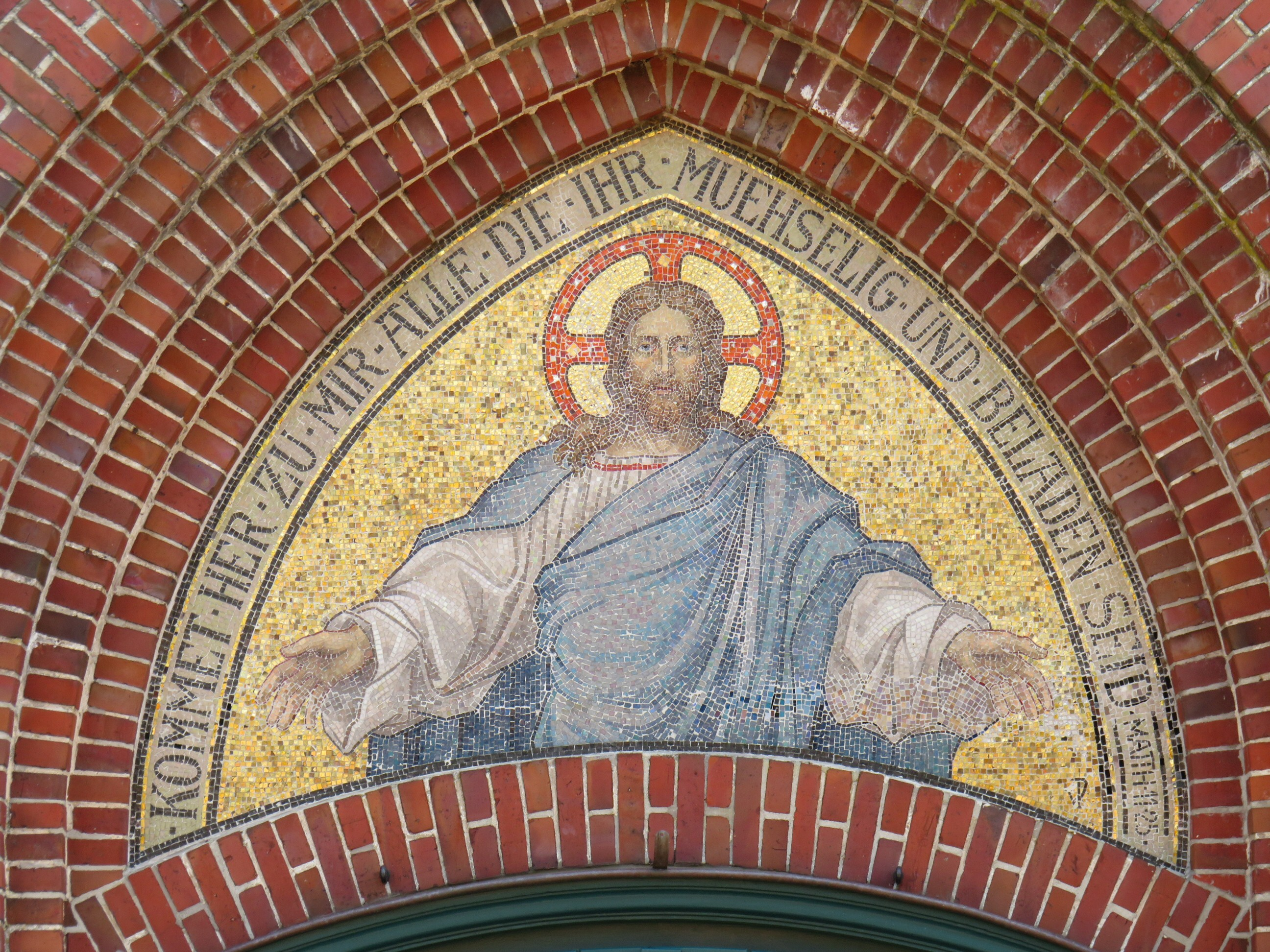
Mosaik über dem Eingang der Liudgerikirche in Hesel

Von den Vorgängerbauten ist nichts bekannt. Vermutet wird eine Saalkirche aus dem 13. Jahrhundert, die zum Kirchspiel Reepsholt im Erzbistum Bremen gehörte. Nach der Reformation wechselte die Kirchengemeinde zunächst zum reformierten, anschließend (nach 1585) zum lutherischen Bekenntnis. Der untere Teil der heutigen Kirche bis zum Fensteransatz wurde aus großen Backsteinen im Klosterformat aus dem Vorgängerbau auf den alten Fundamenten errichtet. Das Kirchenschiff wurde dabei um 1,5 m verkürzt, verbreitert und um 1,5 m erhöht. Ab der Unterkante der Rundbogenfenster wurden bis nach oben zeitgemäßere kleinere Backsteine verwendet.
Der mittelalterliche freistehende Glockenturm nach dem „Parallelmauertyp“ wurde im Jahr 1909 aufgrund von Baufälligkeit abgerissen und durch einen neuromanischen Westturm ersetzt. Der Architekt Saran aus Hannover übernahm auch die Bauleitung. Der 1945 durch Granatenbeschuss schwer beschädigte Turm wurde 1947/1948 wiederhergestellt und erhielt zunächst eine Schieferbedeckung. 1986 wurde die Holzkonstruktion des Turms erneuert und der Helm wieder mit Kupfer bedeckt.

## Architektur
Die Saalkirche aus roten Backsteinen wird von einem Satteldach bedeckt. Je vier große Rundbogenfenster an den Langseiten und zwei baugleiche Fenster an der östlichen Giebelseite belichten den Innenraum. Sie haben Sprossengliederung und je drei Vierpässe im Bogenfeld.
Der eingezogene Westturm auf quadratischem Grundriss wird an den Seiten von giebelständigen Anbauten flankiert, deren Dächer den First des Langhauses erreichen. Der ungegliederte Turm hat an allen Seiten Schallöffnungen für das Geläut, über denen die Zifferblätter der Turmuhr angebracht sind. Die vier Dreiecksgiebel leiten zum oktogonalen Spitzhelm über, der mit Kupfer bedeckt ist. Ein Turmknauf und ein Schwan als Wetterfahne bekrönen den Spitzhelm. Das Tympanon über dem westlichen Hauptportal zeigt den segnenden Christus mit dem Heilandsruf aus Mt 11,28  als Umschrift.

## Ausstattung

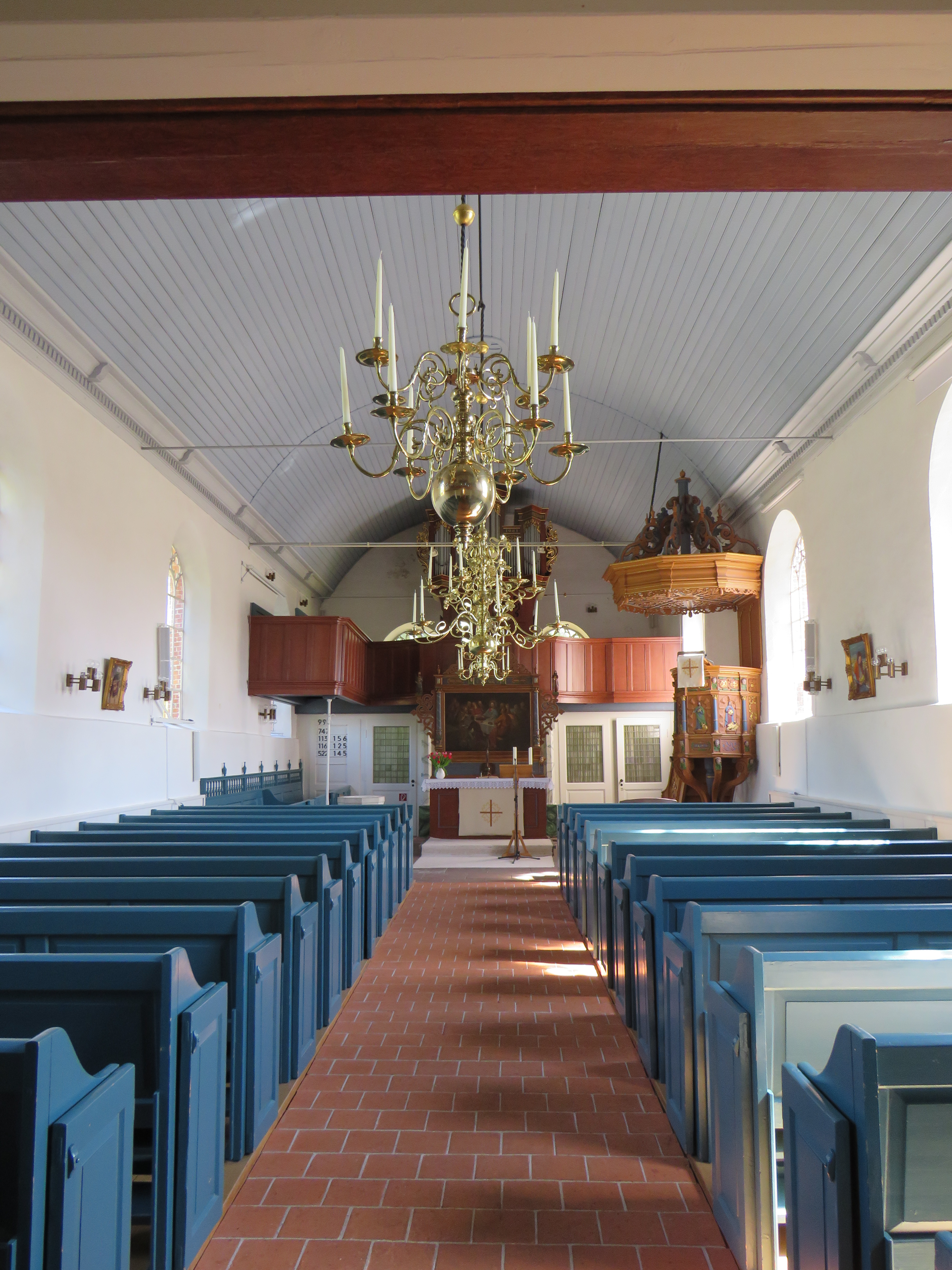
Innenraum Richtung Osten

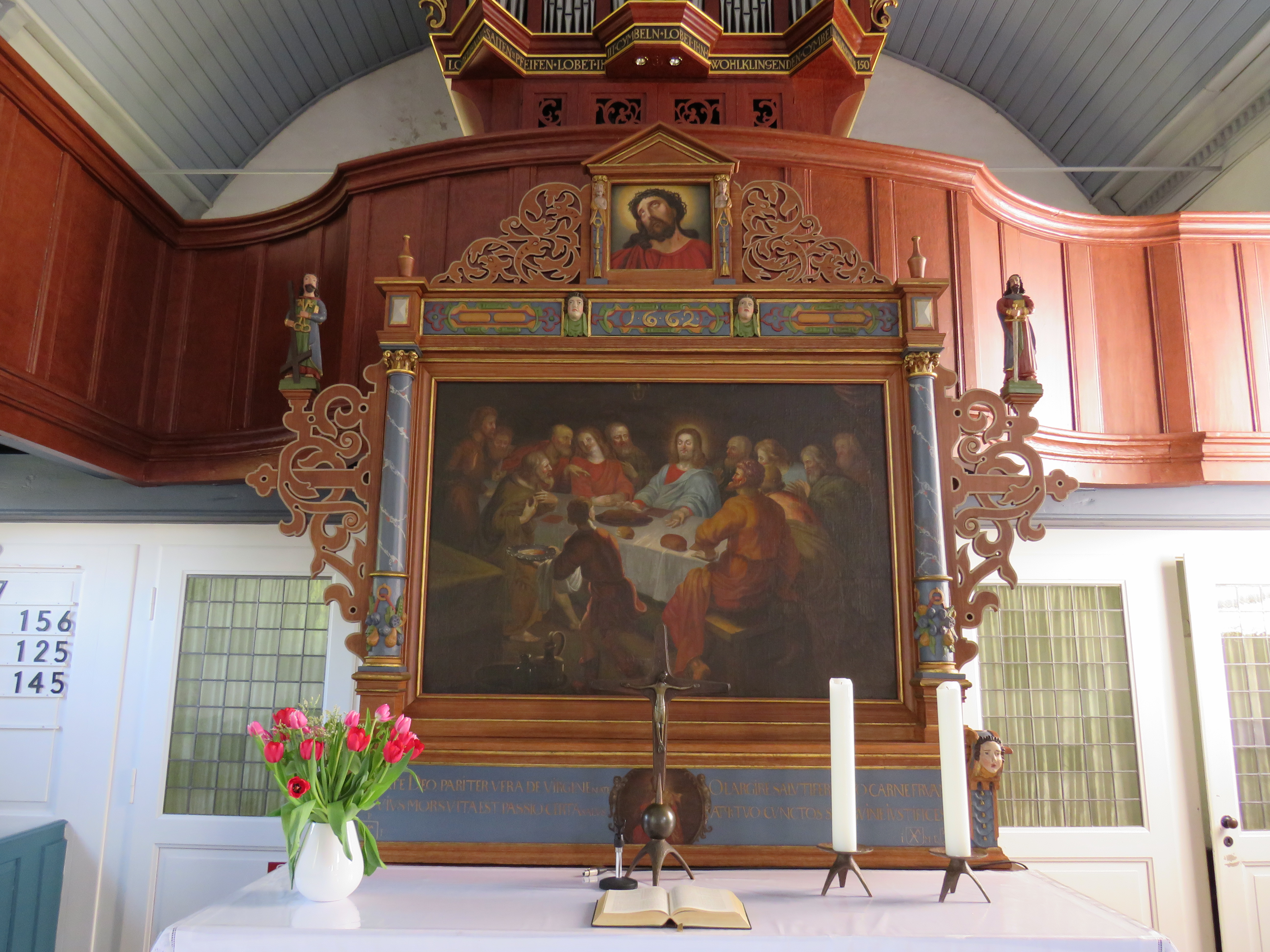
Altarretabel

Der Innenraum wird von einem hölzernen Tonnengewölbe abgeschlossen. Vor der Ostwand bildet die Orgelempore mit dem Altar eine Einheit. Die Winkelempore kragt im Bereich der Orgel vor und wird mit einigen Sitzplätzen an der Nordseite über das erste Fenster hinausgeführt. Der Bereich unterhalb der Empore ist abgetrennt und dient als Sakristei.
Der Blockaltar wurde 1622 erworben und stammt ebenso wie die Kanzel aus dem Vorgängerbau. Meister Anthonio Bildschnitzer verfertigte den Altar, der um eine Stufe erhöht ist. Die Schleierwerkreliefs werden an den Seiten von den zierlichen Figuren des Petrus (mit Schlüssel, umgekehrtem Kreuz und Buch) und Paulus (mit Schwert und Buch) flankiert. Der Maler, der auf dem großen querrechteckigen Gemälde die Abendmahlsszene mit der Fußwaschung verband, ist unbekannt. Zwei Säulen stützen einen Architrav, der mit der Jahreszahl 1662 bezeichnet ist. Er wird von einem kleinen Gemälde des leidenden Heilands (vermutlich aus dem 19. Jahrhundert) bekrönt. Die Inschrift auf der Predella verweist auf das Abendmahl: „NATE DEO PARITER VERA DE VIRGINE NATE / CUIUS MORS VITA EST, PASSIO CERTA SALUS / O LARGIRE SALUTIFERA QUO CARNE FRUAMUR / ATQUE TUO CUNCTOS SANGUINE IUSTIFICES“ (Sohn Gottes, in gleicher Weise Sohn der wahren Jungfrau, / dessen Tod Leben ist, dessen Leiden sicheres Heil, / o schenke, dass wir dein heilbringendes Fleisch genießen, / und dass du durch dein Blut alle gerecht sprichst.)
Die polygonale Kanzel, datiert auf 1654, ist mit Ecksäulen und geschnitzten Evangelistendarstellungen in Rundbogenfeldern mit Beschlagwerk versehen. Sie könnte von Tönnies Mahler stammen, der die ganz ähnlich gestaltete Kanzel in der St.-Georg-Kirche Nortmoor schuf. Der reich profilierte wuchtige Schalldeckel und die Treppe wurden im 18. Jahrhundert ergänzt. Die drei Messingkronleuchter datieren auf 1706, 1747 und 1868. Zum liturgischen Gerät gehört eine Dose, die das Ehepaar Johann Onnen und Trinke Tjabben im Jahr 1741 stiftete.
Der Altarbereich ist mit Platten aus rotem Sandstein belegt. Das Kirchengestühl in blauer Fassung hat einen Mittelgang.

## Orgel

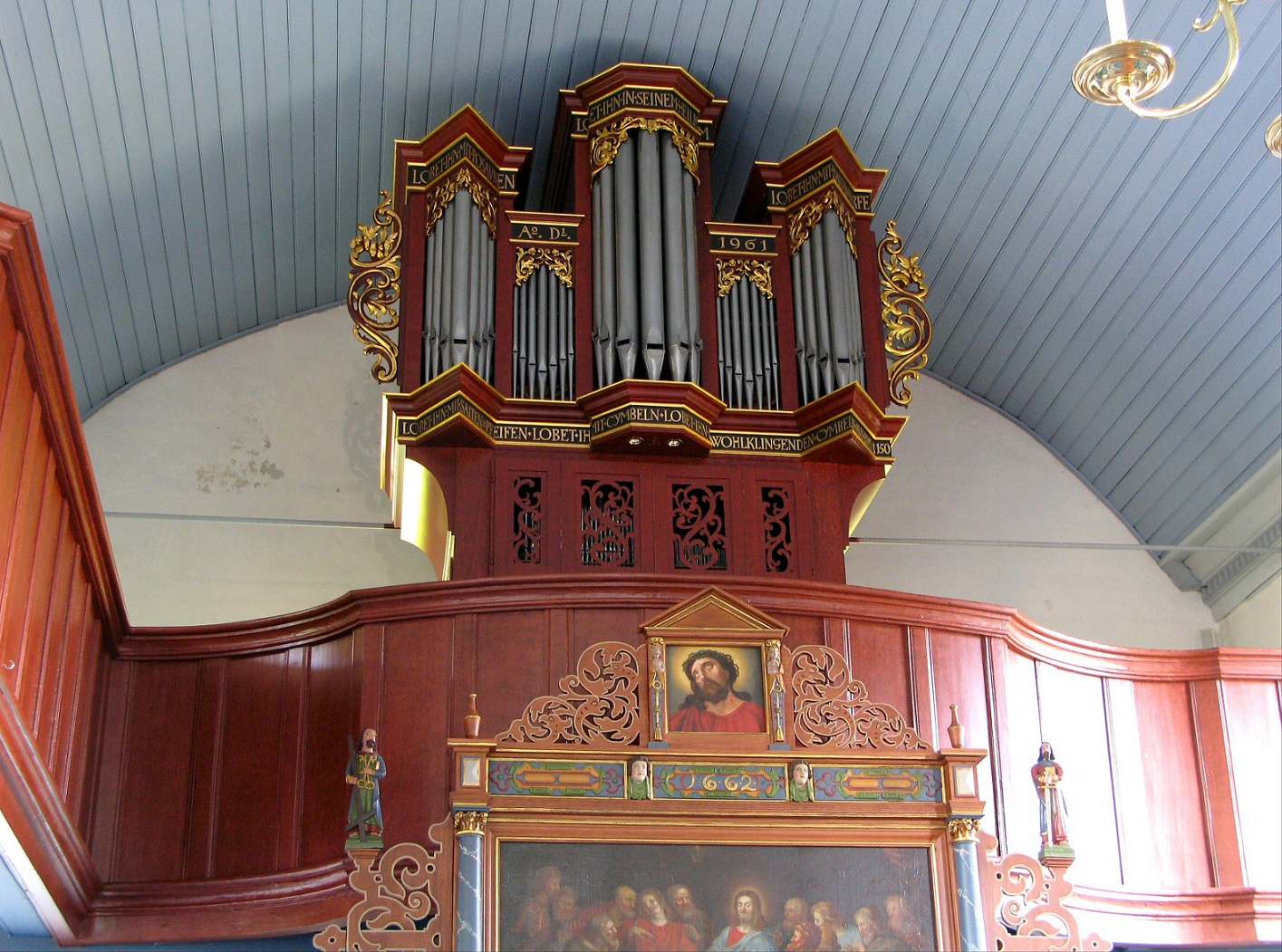
Führer-Orgel in Hesel

Von der Orgel, die  Johann Friedrich Wenthin im Jahr 1793 schuf, ist möglicherweise nur noch das seitliche Schnitzwerk erhalten. Folkert Becker und Sohn aus Hannover ersetzten das Werk 1886/1887 durch einen Neubau in einem neugotischen Gehäuse. Der Orgelbauer Alfred Führer erstellte 1961–1962 einen Orgelneubau mit 13 Registern auf zwei Manualen und Pedal hinter einem neobarocken Prospekt. Im Jahr 2005 erfolgte durch Harm Dieder Kirschner eine Renovierung und Veränderung der Disposition. Dabei ersetzte er das Scharff im Brustwerk durch eine Sesquialtera und die Rauschpfeife im Pedal durch ein Gedackt 8′.
| I Hauptwerk C–g3 |            |       |
| 1.               | Rohrflöte  | 8′    |
| 2.               | Prinzipal  | 4′    |
| 3.               | Gedackt    | 4′    |
| 4.               | Nasard     | 2 ⁄3′ |
| 5.               | Flachflöte | 2′    |
| 6.               | Mixtur IV  | 1 ⁄3′ |

| II Brustwerk C–g3 |                 |    |
| 7.                | Gedackt         | 8′ |
| 8.                | Flöte           | 4′ |
| 9.                | Prinzipal       | 2′ |
| 10.               | Sesquialtera II |    |

| Pedal C–g1 |          |     |
| 11.        | Subbaß   | 16′ |
| 12.        | Gedackt  | 8′  |
| 13.        | Trompete | 8′  |

- Koppeln: II/I, I/P, II/P